# Arthur Crispien
Arthur Crispien (né le 4 novembre 1875 à Königsberg, mort le 29 novembre 1946 à Berne) est un homme politique allemand.

## Biographie
Arthur Crispien apprend d'abord la peinture de théâtre, va parfois dans une école d'art, puis travaille comme employé de la nouvelle compagnie d'assurance maladie dans sa ville natale de Königsberg. En 1894, il devient membre du SPD puis est journaliste pour plusieurs journaux du parti. Il est rédacteur en chef du Königsberger Volkszeitung (de) en 1904 et joue un rôle déterminant dans la fondation du Volkswacht (de) à Danzig en 1910. Avant la Première Guerre mondiale, il est secrétaire du parti pour la province de Prusse-Occidentale à Dantzig de 1906 à 1912 et rédacteur en chef à partir de 1912 au Schwäbische Tagwacht (de) à Stuttgart, mais il est exclu en novembre 1914 avec ses collègues éditorialistes Jacob Walcher et Edwin Hoernle (de) en raison de ses critiques de la politique de paix du SPD. Crispien, qui sympathise avec la Ligue spartakiste à cette époque et est emprisonné pendant quelques mois, publie l'hebdomadaire d'opposition de gauche Der Sozialdemokrat. Il rejoint l'USPD en 1917 et en est le président de 1919 à 1922.
Lors de la révolution allemande de 1918-1919, Crispien est membre du gouvernement provisoire du Wurtemberg en tant que vice-président en 1918 et est jusqu'au 10 janvier 1919 ministre de l'Intérieur dans le gouvernement provisoire (de) de Wilhelm Blos ; il quitte le gouvernement après une tentative de coup d'État de la part des spartakistes approuvée par l'USPD. Il est élu au parlement (de) de l'État libre populaire de Wurtemberg le 12 janvier 1919, mais démissionne en avril 1919 après avoir été élu chef du parti de l'USPD début mars avec Hugo Haase. En 1920, il est membre du Reichstag et porte-parole de la politique étrangère de l'USPD. Au cours de l'été, Crispien prend part aux négociations à Moscou sur l'adhésion du parti à l'Internationale communiste et sur la fusion de l'USPD avec le KPD.
Dans les différends internes au parti qui suivent et conduisent à la scission de l'USPD à l'automne 1920, Crispien appartient à une minorité qui refuse à la fois le rapprochement avec le KPD et l'adhésion à l'Internationale communiste. Après que la majorité de l'USPD et du MSPD se réunissent pour former le SPD au congrès du parti à Nuremberg en 1922, il est membre du SPD au Reichstag à partir de 1922 et en même temps l'un des présidents jusqu'en 1933. En fait, il a peu d'influence au sein du parti et est davantage présent au sein de l'Internationale socialiste.
Après l'arrivée au pouvoir des nazis le 30 janvier 1933, Crispien s'enfuit après l'incendie du Reichstag en passant par l'Autriche vers la Suisse, où il vit pendant la Seconde Guerre mondiale. Contrairement à Hans Vogel (de) et Otto Wels, il ne participe pas à la direction du Sopade.